# Andre Spitzer
Andre Spitzer (em hebraico: אנדרי שפיצר; 4 de julho de 1945 – 6 de setembro de 1972) foi um mestre de esgrima israelense e treinador da equipe israelense nos Jogos Olímpicos de Verão de 1972. Ele foi um dos 11 atletas e treinadores feitos reféns e posteriormente mortos por terroristas no massacre de Munique.

## Vida pregressa
Spitzer nasceu em Timișoara, Romênia, em 4 de julho de 1945, e era judeu. Seus pais sobreviveram ao Holocausto em campos de trabalho forçado nazistas. Depois que seu pai morreu em 1956, quando ele tinha 11 anos, Andre e sua mãe se mudaram para Israel. Ele serviu na Força Aérea Israelense e frequentou a Academia Nacional de Esportes de Israel, onde estudou esgrima.
Em 1968, ele foi enviado para os Países Baixos para mais instruções em esgrima para treinamento adicional em Haia com o mestre de esgrima Abraham. A maior parte de seu primeiro ano nos Países Baixos, ele ficou com a família Smitsloo em Scheveningen. Em 1971, ele se casou com uma de suas alunas, Ankie de Jongh, que se converteu ao judaísmo. Andre retornou a Israel com sua esposa logo depois, onde, aos 27 anos, se tornou o melhor instrutor de esgrima do país. O casal morava em Biranit, Israel, ao longo da fronteira com o Líbano. Ele ajudou a fundar a Academia Nacional de Esgrima e se tornou instrutor-chefe de esgrima no Instituto Wingate.
A filha do casal, Anouk Yael, nasceu dois meses antes dos Jogos Olímpicos.

## Olimpíadas de Munique
Os Spitzers foram para Munique com o resto da equipe israelense, mas a jovem Anouk foi deixada na Holanda aos cuidados dos avós.
Ankie Spitzer relembrou o idealismo e a atitude do marido em relação às Olimpíadas:

(Enquanto passeava pela Vila Olímpica) ... ele avistou os membros da equipe libanesa e me disse que iria cumprimentá-los... Eu disse a ele: "Você está louco? Eles são do Líbano!" Israel estava em guerra com o Líbano na época. "Ankie", disse Andre calmamente, "é exatamente disso que se tratam as Olimpíadas. Aqui eu posso ir até eles, posso conversar com eles, posso perguntar como estão. É exatamente disso que se tratam as Olimpíadas." Então ele foi... até a equipe libanesa e... perguntou a eles: "Como foram os resultados de vocês? Sou de Israel e como foi?" E, para minha surpresa, vi que os (libaneses) responderam e apertaram a mão dele, conversaram com ele e perguntaram sobre seus resultados. Nunca esquecerei quando ele se virou e veio em minha direção com um sorriso enorme no rosto. "Viu só!", disse Andre, animado. "Era com isso que eu estava sonhando. Eu sabia que ia acontecer!" (Reeve (2001), pp. 52–53)

No meio das Olimpíadas, quando os esgrimistas israelenses já haviam competido, os Spitzers foram convocados para a Holanda – sua filha, que estava com os pais da esposa, havia sido hospitalizada com um choro incessante. Após a chegada, os médicos disseram a eles que tudo ficaria bem e que Andre poderia se juntar aos seus companheiros de equipe nas Olimpíadas. Andre perdeu o trem, mas sua esposa o levou a uma velocidade vertiginosa até a estação em Eindhoven, onde ele embarcou no trem sem passagem.

### Ataque terrorista e morte
Spitzer retornou a Munique cerca de quatro horas antes de membros palestinos do Setembro Negro invadirem os alojamentos israelenses, matarem o técnico Moshe Weinberg e o levantador de peso Yossef Romano, e tomarem Spitzer e oito de seus companheiros de equipe como reféns. Os terroristas anunciaram que queriam outros 234 terroristas libertados. Os terroristas espancaram os reféns e castraram um deles, deixando-o sangrar até a morte na frente de seus companheiros de reféns amarrados. A primeira-ministra israelense Golda Meir ligou para a esposa de Spitzer e disse a ela que o governo israelense "não negociaria com o terror". A esposa de Spitzer perguntou: "Por que não?" e Meir respondeu: "Se cedermos às suas exigências, nenhum judeu estará seguro em lugar nenhum do mundo".
Spitzer foi visto uma vez durante a crise dos reféns, de pé em uma janela do segundo andar em uma camiseta branca com as mãos amarradas na frente dele, conversando com os negociadores alemães. Spitzer, o único refém que falava alemão e inglês como ele aprendeu em seus dias de juventude, tornou-se o intermediário com a equipe de crise alemã. Em um ponto, quando Spitzer tentou dar aos negociadores informações que os terroristas não queriam que os negociadores tivessem sobre o assassinato e a castração do companheiro refém israelense Yossef Romano, um dos terroristas golpeou Spitzer na cabeça com a coronha de um fuzil de assalto AK-47 e o puxou rudemente para longe da janela, de volta para a sala. Essa foi a última vez que a maioria das pessoas viu Spitzer vivo.
Após 20 horas de tensas negociações, durante as quais os reféns não comeram e não foram autorizados a usar o banheiro, os reféns e os terroristas foram levados de helicóptero para a Base Aérea de Fürstenfeldbrück, de onde, acreditavam os terroristas, seriam levados de jato para uma nação árabe amiga. Em vez disso, a patrulha de fronteira da Baviera e a polícia de Munique tentaram uma operação de resgate mal preparada, embora 15 minutos antes da chegada dos terroristas, 17 policiais da Alemanha Ocidental que haviam sido encarregados de emboscar os terroristas, vestidos como pilotos e comissários de bordo, fizeram uma votação, decidiram abortar sua missão e deixaram a emboscada. Após um tiroteio de duas horas, Spitzer assistiu quatro de seus companheiros de equipe serem mortos com metralhadoras, após o que uma granada foi detonada dentro de seu helicóptero. Segundos depois, Spitzer e mais quatro de seus companheiros de equipe foram mortos a tiros pelos terroristas. Spitzer tinha 27 anos na época. No total, 11 reféns israelenses foram mortos. Cinco dos terroristas e um policial da Alemanha Ocidental, Anton Fliegerbauer, também foram mortos no tiroteio.
Durante a crise dos reféns (exceto por um breve intervalo de meio dia, após outros atletas protestarem) e depois que os 11 atletas foram mortos, o Comitê Olímpico Internacional (COI) optou por não cancelar o restante dos Jogos Olímpicos, e eles prosseguiram conforme o planejado.
Um mês depois, o governo alemão libertou os três terroristas sobreviventes que os alemães haviam capturado e aprisionado e que cometeram o massacre de Munique, conforme exigido pelos terroristas que sequestraram o voo 615 da Lufthansa em 29 de outubro. Imediatamente após o sequestro, bem como em várias ocasiões posteriores, preocupações foram expressas de que o evento poderia ter sido encenado ou pelo menos tolerado pelo governo da Alemanha Ocidental para "se livrar de três assassinos, que se tornaram um fardo para a segurança" (como Amnon Rubinstein escreveu no jornal israelense Haaretz sob o título "A desgraça de Bonn" logo após a libertação do prisioneiro).

## Consequências

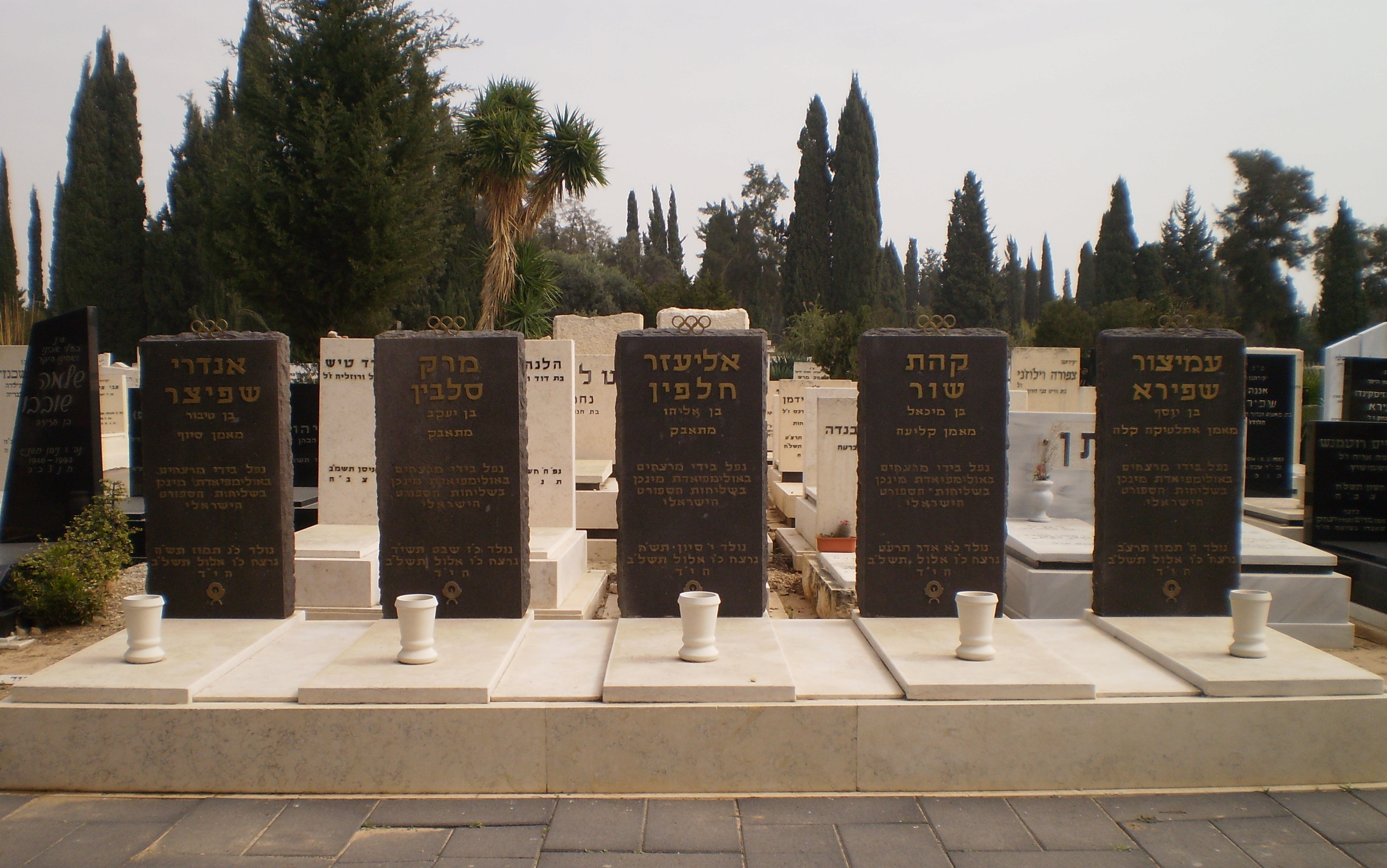
Túmulos de cinco vítimas do Massacre de Munique no Cemitério Kiryat Shaul

Spitzer foi enterrado ao lado de seus companheiros de equipe Amitzur Shapira, Kehat Shorr, Eliezer Halfin e Mark Slavin no Cemitério Kiryat Shaul em Tel Aviv, Israel.

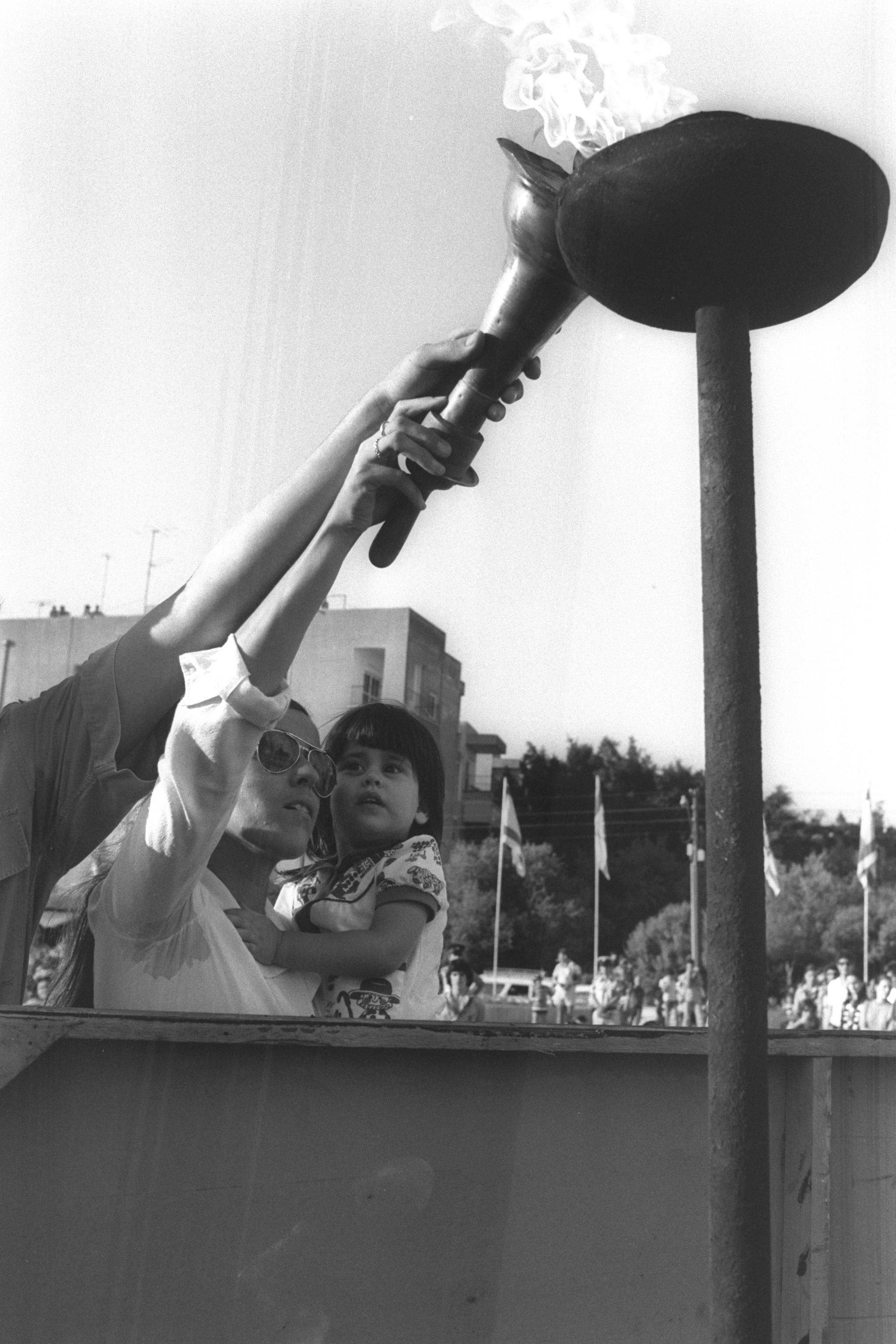
Ankie Spitzer, viúva de Andre Spitzer, segura sua filha enquanto acende a tocha durante uma cerimônia memorial na Praça Yud Alef (1974).

Apesar de não ter família em Israel e saber pouco hebraico, Ankie Spitzer decidiu permanecer em Israel com sua filha e, mais tarde, converteu-se ao judaísmo. Ankie explicou que pensava que se voltasse a Amsterdã para criar sua filha, "nunca seria capaz de explicar a Anouk o que seu pai era. Ela sempre seria uma exceção lá. Aqui, ela se encaixaria".
Ankie Spitzer confirmou que durante os assassinatos do Mossad após o massacre de Munique, uma operação secreta do Mossad (inteligência externa israelense), autorizada pela primeira-ministra israelense Golda Meir, para rastrear e matar os perpetradores e mentores do Setembro Negro e da Organização para a Libertação da Palestina (OLP) do massacre de Munique, oficiais do Mossad ligavam regularmente para sua casa para informá-la sempre que um alvo era morto. Ankie disse que não sentiu nenhuma satisfação e que teria preferido que os terroristas fossem levados a julgamento: "Não me encheu de alegria pensar: 'Oh, ótimo, agora eles estão vingando Andre', porque eu nunca procurei por essa vingança. Eu não vivo por vingança, eu vivo por justiça".
Em 1980, Ankie Spitzer casou-se com Elie Rekhess, professor da Universidade de Tel Aviv, e agora é conhecida como Ankie Rekhess-Spitzer. Ela liderou a luta para que o governo alemão admitisse sua culpa no resgate fracassado de Andre e dos outros. Em 2003, depois que parentes dos atletas olímpicos mortos entraram com uma ação judicial contra o governo alemão, acusando-o de má conduta grave e má gestão grave na condução da crise, os alemães pagaram um acordo financeiro às famílias das vítimas de Munique. Atualmente, Ankie Spitzer é correspondente em Israel, cobrindo o Oriente Médio para a televisão holandesa e belga.
Ankie Spitzer tentou durante anos que o Comitê Olímpico Internacional designasse um minuto de silêncio na cerimônia de abertura dos Jogos Olímpicos para os 11 atletas olímpicos que tinham sido mortos em Munique, mas o seu pedido foi sempre negado até os Jogos Olímpicos de 2020 em Tóquio.
Andre Spitzer foi interpretado por Ori Pfeffer em Munique e Pasquale Aleardi em Munich 72: Das Attentat.